# Ferns
Ferns (Fearna en irlandais) est une ville du comté de Wexford en république d'Irlande.

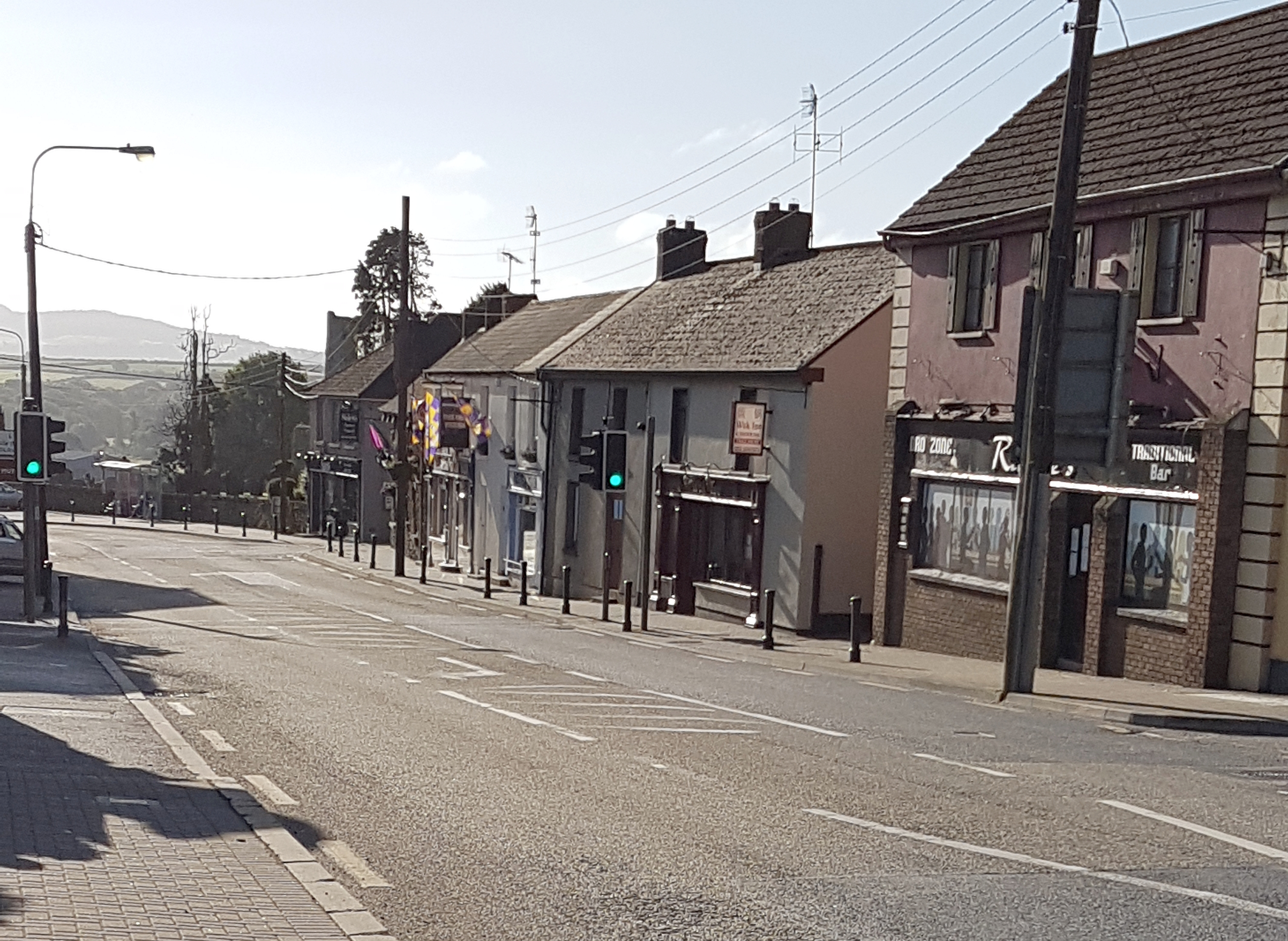
La route N11 à Ferns.